# بابلو لانز
بابلو لانز (بالإسبانية: Pablo Lanz) هو لاعب كرة قدم أرجنتيني في مركز حراسة المرمى، ولد في 19 مارس 1979 في بوينس آيرس في الأرجنتين. لعب مع كلوب ديسترويرس ونادي بوليفار ونادي ريال سانتا كروز.

## وصلات خارجية
- بابلو لانز على موقع إي إس بي إن إف سي (الإنجليزية)
- بابلو لانز على موقع قاعدة بيانات كرة القدم.إي يو (الإنجليزية)
- بابلو لانز على موقع Soccerway.com (الإنجليزية)